# 17e étape du Tour d'Italie 2011
Pour un article plus général, voir Tour d'Italie 2011.
La 17e étape du Tour d'Italie 2011 s'est déroulée le mercredi 25 mai 2011. Feltre est la ville de départ, et Tirano la ville d'arrivée. Le parcours a eu lieu sur une distance de 230 km. C'est la seule étape de haute-montagne ne se terminant pas sur un sommet.
L'Italien Diego Ulissi (Lampre-ISD) remporte cette étape au sprint, en réglant ses compagnons d'échappé. L'Espagnol Alberto Contador (Saxo Bank-SunGard) conserve le maillot rose de leader,.

## Côtes
- 1. Côte du Passo del Tonale, 2e catégorie (kilomètre 166,2)

| Premier   | Ben Gastauer      | 9 pts |
| Deuxième  | Hubert Dupont     | 5 pts |
| Troisième | Jan Bakelandts    | 3 pts |
| Quatrième | Alberto Losada    | 2 pts |
| Cinquième | Giovanni Visconti | 1 pts |
- 2. Côte d'Aprica, 3e catégorie (kilomètre 215,5)

| Premier   | Pablo Lastras       | 5 pts |
| Deuxième  | Giovanni Visconti   | 3 pts |
| Troisième | Kanstantsin Siutsou | 2 pts |
| Quatrième | Fabio Taborre       | 1 pts |

## Sprint volant
- Sprint volant à Rocca Pietore (kilomètre 195,9)

| Premier   | Jan Bakelandts      | 5 pts |
| Deuxième  | Kanstantsin Siutsou | 4 pts |
| Troisième | Pablo Lastras       | 3 pt  |
| Quatrième | Hubert Dupont       | 2 pts |
| Cinquième | Giovanni Visconti   | 1 pts |

## Classement de l'étape
|    | Coureur             | Pays        | Équipe                    |    | Temps           |
| -- | ------------------- | ----------- | ------------------------- | -- | --------------- |
| 1  | Diego Ulissi        | Italie      | Lampre-ISD                | en | 5 h 31 min 51 s |
| 2  | Pablo Lastras       | Espagne     | Movistar                  | +  | 0 s             |
| 3  | Giovanni Visconti   | Italie      | Farnese Vini-Neri Sottoli |    | 0 s             |
| 4  | Jan Bakelandts      | Belgique    | Omega Pharma-Lotto        |    | 4 s             |
| 5  | Fabio Taborre       | Italie      | Acqua & Sapone            |    | 8 s             |
| 6  | Eduard Vorganov     | Russie      | Katusha                   |    | 8 s             |
| 7  | Hubert Dupont       | France      | AG2R La Mondiale          |    | 8 s             |
| 8  | Jesus Hernandez     | Espagne     | Saxo Bank-SunGard         |    | 8 s             |
| 9  | Robert Kišerlovski  | Croatie     | Astana                    |    | 8 s             |
| 10 | Kanstantsin Siutsou | Biélorussie | HTC-Highroad              |    | 10 s            |

## Classement général
|    | Coureur             | Pays        | Équipe                  |    | Temps            |
| -- | ------------------- | ----------- | ----------------------- | -- | ---------------- |
|    | Alberto Contador    | Espagne     | Saxo Bank-SunGard       | en | 68 h 18 min 27 s |
| 1  | Michele Scarponi    | Italie      | Lampre-ISD              | en | 68 h 23 min 25 s |
| 2  | Vincenzo Nibali     | Italie      | Liquigas-Cannondale     |    | 47 s             |
| 3  | John Gadret         | France      | AG2R La Mondiale        |    | 2 min 37 s       |
| 4  | Kanstantsin Siutsou | Biélorussie | HTC-Highroad            |    | 4 min 14 s       |
| 5  | José Rujano         | Venezuela   | Androni Giocattoli-CIPI |    | 4 min 20 s       |
| 6  | Mikel Nieve         | Espagne     | Euskaltel-Euskadi       |    | 4 min 24 s       |
| 7  | Denis Menchov       | Russie      | Geox-TMC                |    | 4 min 40 s       |
| 8  | Roman Kreuziger     | Tchéquie    | Astana                  |    | 4 min 49 s       |
| 9  | Joaquim Rodríguez   | Espagne     | Katusha                 |    | 5 min 27 s       |
| 10 | Igor Antón          | Espagne     | Euskaltel-Euskadi       |    | 6 min 0 s        |

## Classements annexes

### Classement par points
|   | Cycliste         | Équipe              | Points  |
| - | ---------------- | ------------------- | ------- |
| 1 | Alberto Contador | Saxo Bank-SunGard   | 158 pts |
| 1 | Michele Scarponi | Lampre-ISD          | 103 pts |
| 3 | Vincenzo Nibali  | Liquigas-Cannondale | 95 pts  |

### Classement du meilleur grimpeur
|   | Cycliste         | Équipe            | Points |
| - | ---------------- | ----------------- | ------ |
| 1 | Stefano Garzelli | Acqua & Sapone    | 64 pts |
| 2 | Alberto Contador | Saxo Bank-SunGard | 53 pts |
| 3 | Mikel Nieve      | Euskaltel-Euskadi | 39 pts |

### Classement du meilleur jeune
| Cycliste          | Équipe             | Temps | Temps            |
| ----------------- | ------------------ | ----- | ---------------- |
| Roman Kreuziger   | Astana             | en    | 68 h 28 min 14 s |
| Steven Kruijswijk | Rabobank           | +     | 2 min 51 s       |
| Jan Bakelandts    | Omega Pharma-Lotto |       | 23 min 41 s      |

### Classement par équipes aux temps
| Équipe           | Temps | Temps            |
| ---------------- | ----- | ---------------- |
| Astana           | en    | 205 h 14 min 0 s |
| Movistar         | +     | 4 min 14 s       |
| AG2R La Mondiale |       | 9 min 07 s       |

### Classement par équipes aux points
| Équipe                  | Points  |
| ----------------------- | ------- |
| Lampre-ISD              | 305 pts |
| Androni Giocattoli-CIPI | 280 pts |
| Movistar                | 237 pts |

## Abandons
- Murilo Fischer (Garmin-Cervélo) : abandon
- Francesco Masciarelli (Astana) : non-partant
- Matthew Wilson (Garmin-Cervélo) : abandon